# Estació FEVE
L'Estació FEVE és una antiga estació del ferrocarril de Salt (Gironès) protegida com a bé cultural d'interès local. Es va construir per donar servei a la Línia Olot-Girona que era explotada per Companyia del Ferrocarril d'Olot a Girona.

## Descripció
És un edifici aïllat de planta rectangular i coberta de teula plana a dos vessants amb el carener paral·lel a les façanes principals. Les quatre façanes presenten les parets arrebossades i pintades marcant línies horitzontals imitant l'especejament de la pedra. Són rematades amb ràfecs suportats per bigues de fusta. Uns senzills elements decoratius a manera de trencaaigües, diferenciats per un canvi de color, es troben a la part superior de les obertures, cantonades i façanes. Al costat de l'edifici principal es conserva un petit cos de serveis que presenta les mateixes característiques constructives que l'edifici principal. Adossat a ell hi ha un cos annex que desvirtua el conjunt.

## Història
L'estació de Salt forma part de l'antiga línia del tren d'Olot a Girona. Va ser inaugurada el 14 de novembre de 1911 i la van tancar definitivament el 16 de juliol de 1969. Al llarg de tot el recorregut hi havia 10 estacions i 12 baixadors. Les estacions entre Amer i Girona tenen un criteri constructiu anàleg d'unitat i jerarquia, però en les etapes successives fins a Olot els edificis són diferents. La localització de la parcel·la on se situava l'estació definia un carrer d'accés que duia el seu nom i molt sovint donava peu a un canvi de direcció del creixement urbà. En el cas de Salt, el traçat rectilini de la via anava quasi paral·lel al de la carretera d'anglès i generà el creixement cap a aquesta banda. Originàriament es localitzà a la banda nord de la via, al costat del veïnat. Més modernament s'ha construït al vessant sud. El traçat de la via es convertirà en avinguda d'unió entre Salt i Girona.